# World Series of Poker 1974

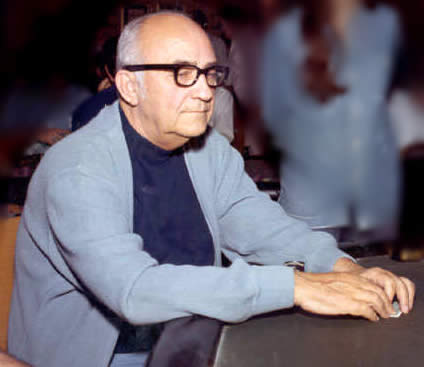
Johnny Moss na turnieju World Series of Poker 1974

V edycja World Series of Poker odbyła się w 1974 w Horseshoe Casino.

## Turnieje boczne
| Turniej                 | Zwycięzca                      | Wygrana | Przegrany w finale |
| ----------------------- | ------------------------------ | ------- | ------------------ |
| $5,000 Five Card Stud   | Bill Boyd                      | $40,000 | Nieznany           |
| $1,000 Seven Card Razz  | Jimmy Casella                  | $25,000 | Charlie Hall       |
| $10,000 Seven-Card Stud | Jimmy Casella                  | $41,225 | Johnny Moss        |
| $1,000 No Limit Hold’em | Thomas „Amarillo Slim” Preston | $11,100 | Pete Kay           |
| $5,000 2-7 Draw         | Brian „Sailor” Roberts         | $35,850 | Larry Perkins      |

## Turniej Główny

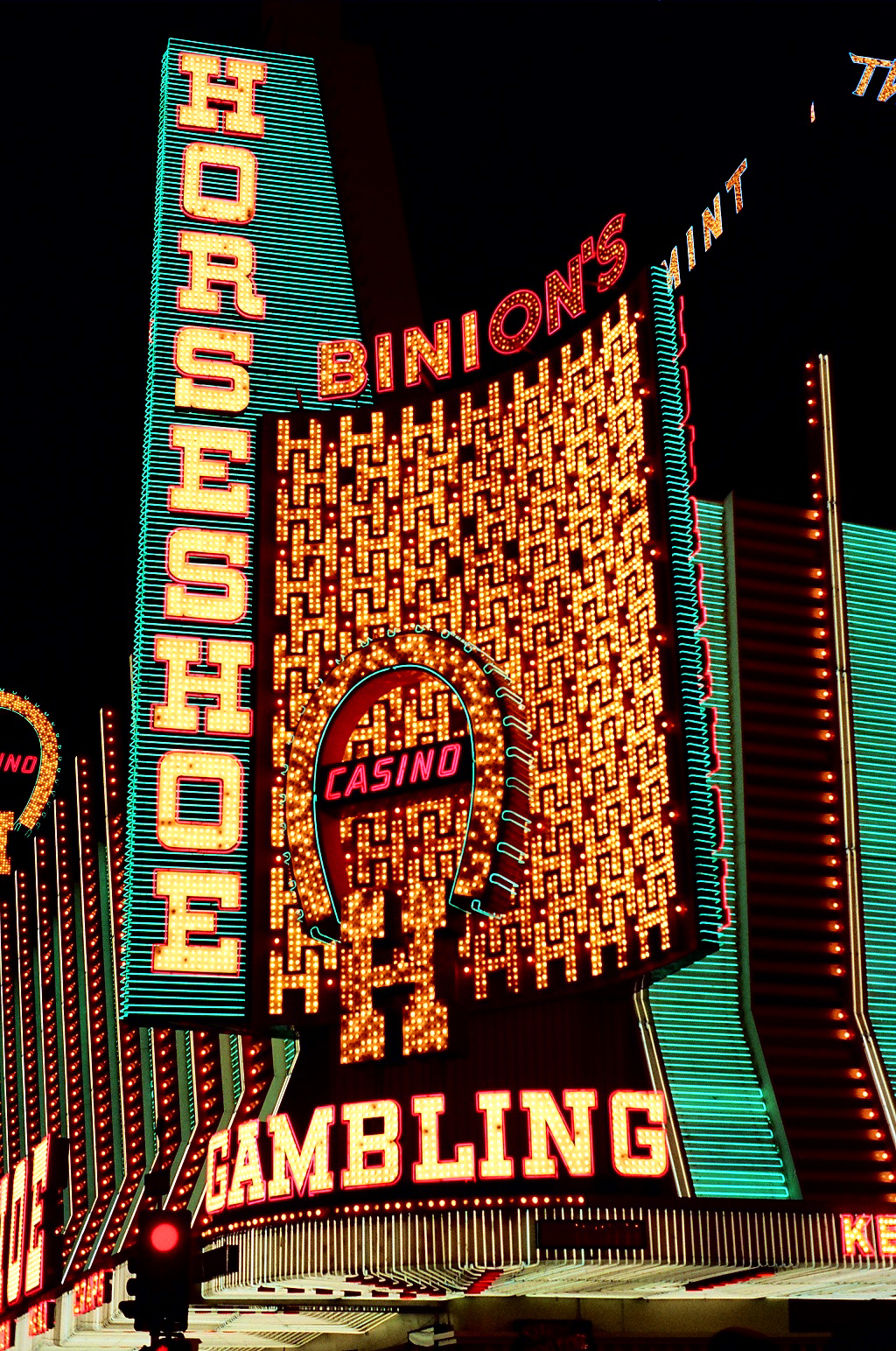
Kasyno w którym odbywał się turniej

W turnieju głównym wystartowało 16 graczy. Każdy wpłacił $10,000 wpisowego.

### Stół finałowy
| Miejsce | Gracz              | Wygrana  |
| ------- | ------------------ | -------- |
| 1       | Johnny Moss        | $160,000 |
| 2       | Crandell Addington | -        |
| 3       | Sailor Roberts     | -        |
| 4       | Jesse Alto         | -        |
| 5       | Sid Wyman          | -        |
| 6       | Bob Hooks          | -        |